# Boulevard Georges-Clemenceau (Nancy)
Pour les articles homonymes, voir Boulevard Georges-Clemenceau.
Boulevard Georges-Clemenceau est une voie des communes de Nancy et de Vandœuvre-lès-Nancy, dans le département de Meurthe-et-Moselle, en région Lorraine.

## Situation et accès
Le boulevard Georges-Clemenceau est placé au sein du quartier Saurupt. Rectiligne et orienté nord-sud, il prolonge le boulevard Jean-Jaurès.
Il va de l'avenue du Général-Leclerc au nord jusqu'à la place Gérard-d'Alsace à Vandoeuvre.
Accès
Le boulevard Georges-Clemenceau est desservi par la ligne 1 du tramway du réseau STAN, via par la station Jean Jaurès ou Exelmans.

## Origine du nom
Il porte le nom de Georges Clemenceau surnommé Le Tigre, homme politique français, chef du gouvernement pendant la Première Guerre mondiale et principal artisan de la victoire en 1918.

## Historique
Importante voie, construite en 1902 sur l'ancien chemin de Prébois à travers les jardins, le boulevard prolonge le boulevard Jean-Jaurès jusqu'à la route de Mirecourt et d'Épinal. Cet ensemble complète avec le viaduc Kennedy et la rue de l'Armée-Patton la principale traversée sud-nord de Nancy. 
Elle a pour nom boulevard Jean Jaurès jusqu'à sa nouvelle dénomination en 1929.

## Bâtiments remarquables et lieux de mémoire
- no 1: Villa Lang construite par l'architecte Lucien Weissenburger dont les façades, toitures et clôtures sont inscrites au titre des monuments historiques par l'arrêté du 4 mai 1994[3].
- no 10: Ancien couvent, des sœurs de la Sainte-Enfance de Marie en 1870 actuellement sœurs de l'Alliance, devenu successivement école ménagère en 1914, clinique du Montet en 1964, puis foyer, immeuble à logements et école Claude Daunot en 1991[4].